# Pygmodeon puniceum
Pygmodeon puniceum es una especie de escarabajo longicornio del género Pygmodeon, tribu Neoibidionini, subfamilia Cerambycinae. Fue descrita científicamente por Martins en 1970.
La especie se mantiene activa durante los meses de marzo, abril, septiembre y octubre.

## Descripción
Mide 10,3-16,3 milímetros de longitud.

## Distribución
Se distribuye por Colombia y Ecuador.